# テーラーメイドゴルフ
テーラーメイドゴルフ（TaylorMade Golf）は、韓国の私募ファンド(PEF)セントロイド・インベストメントパートナーズ傘下アメリカ合衆国のゴルフ用品メーカー。

## 概要
1979年創業。創業者のゲーリー・アダムスはいわゆるメタルウッド（金属製ヘッドのドライバー等）の発明者として知られており、創業当初からメタルウッドを主力商品としている。
1984年にフランスのサロモングループ傘下となり、その後1997年にサロモンがアディダスに買収されたことからアディダス傘下入り。アディダスは2005年にサロモンを売却するが、テーラーメイドについては売却せずにグループ内に残していた。
2016年5月にアディダスがゴルフ用具部門からの撤退を決め（ただしシューズとウェアについては継続する）、それに伴い当社を売却する方針を明らかにした。売却先選定は難航したものの、翌2017年5月に米国の投資会社であるKPSキャピタル・パートナーズに全株式を売却することが発表された。
2021年5月 米ニューヨークを拠点とする投資会社「KPSキャピタル・パートナーズ」は11日、テーラーメイドゴルフを韓国の投資会社「セントロイド・インベストメントパートナーズ」に売却する契約を結んだと発表した。セントロイドがテーラーメイドの全株式を17億ドル（約1862億円）で取得すると報じた。

## 主なブランド
アディダス傘下の企業であった関係から、2017年現在は以下の4ブランドで営業を行っている。アディダス傘下から外れることにより、以後はアディダスゴルフを除く3ブランドを抱える形になる予定。
- テーラーメイドゴルフ（TaylorMade Golf）
- アディダスゴルフ（adidas Golf）
- アシュワースゴルフ（Ashworth Golf）- 2008年に同社傘下となったブランド。
- アダムスゴルフ（Adams Golf）- 1987年創業の中高年向けブランド。2012年3月にアディダスが買収し、2013年1月より日本国内展開を開始した[4]。